# Crookt, Crackt, or Fly
| Recensione              | Giudizio    |
| ----------------------- | ----------- |
| AllMusic                |             |
| Sputnikmusic            | 3.4 (Great) |
| Piero Scaruffi          |             |
| Progarchives.com        |             |
| Dizionario del Pop-Rock |             |

Crookt, Crackt, or Fly è il secondo album discografico dei Gastr del Sol, pubblicato dall'etichetta discografica Drag City Records nell'aprile del 1994.

## Tracce

### CD
Tutti i brani sono stati composti da David Grubbs e Jim O'Rourke.
1. Wedding in the Park – 1:01
2. Work from Smoke – 12:58
3. Parenthetically – 0:51
4. Every Five Miles – 7:48
5. Thos, Dudley Ah! Old Must Dye – 2:40
6. Is That a Rifle When It Rains? – 1:29
7. The C in Cake – 3:36
8. The Wrong Soundings – 14:48

## Formazione
Gruppo
- David Grubbs - strumenti vari
- Jim O'Rourke - strumenti vari

Altri musicisti
- Steve Butters - percussioni (brano: Work from Smoke)
- Gene Coleman - clarinetto basso (brano: Work from Smoke)
- John McEntire - percussioni (brani: Is That a Rifle When It Rains? e The Wrong Soundings)

Note aggiuntive
- Brian Paulson - produttore[7]
- Registrazioni effettuate nell'ottobre del 1993 al King Size di Chicago, Illinois (Stati Uniti)
- Brian Paulson - ingegnere delle registrazioni[8]